# Крестовская сельская община
Крестовская сельская община (укр. Хрестівська сільська громада) — территориальная община в Каховском районе Херсонской области Украины. В состав общины входит 9 сёл. Население составляет 5 394 человека, площадь общины 274,6 км².

## Населённые пункты
В состав общины входят сёла Долинское, Маячинка, Надеждовка, Наталовка, Новонаталовка, Рогачинка, Светлое, Крестовка и Шевченко.

## История общины
Создана в ходе административно-территориальной реформы 20 июля 2016 года путем объединения территорий и населенных пунктов Долинского, Надеждовского, Новонаталовского, Крестовского и Шевченковского сельских советов Чаплинского района Херсонской области.
С марта 2022 года община находится под российской оккупацией в ходе вторжения России в Украину.